# Rok Golćar
Rok Golćar (* 23. Dezember 1985 in Slovenj Gradec, SFR Jugoslawien) ist ein ehemaliger slowenischer Handballspieler.

## Karriere
Golćar lief bis zur Saison 2017/18 für RK Velenje auf. Mit den Slowenen feierte der Außenspieler drei Meistertitel und nahm 2008/09, 2010/11, 2011/12, 2014/15, 2015/16 und 2016/17 am EHF-Pokal und 2007/08, 2009/10, 2011/12, 2014/15, 2015/16 und 2016/17 in der EHF Champions League teil. 2018/19 wurde Golćar vom SC Ferlach für die Spusu Liga verpflichtet. 2021/22 erhielt Golćar einen Vertrag bei RK Slovenj Gradec. Nach der Saison 2021/22 beendete er seine Karriere.

## Erfolge
- 3× Slowenischer Meister